# Life Is Strange: True Colors
Life Is Strange: True Colors é um jogo eletrônico de aventura desenvolvido pela Deck Nine e publicado pela Square Enix. Ele foi lançado em 10 de setembro de 2021 para as plataformas Microsoft Windows, PlayStation 4, PlayStation 5, Xbox One, Xbox Series X/S e Stadia, e em 7 de dezembro para Nintendo Switch. É o quinto título da franquia Life Is Strange e o terceiro jogo da série principal, sucedendo Life Is Strange 2. True Colors é focado em Alex Chen, uma jovem que possui a habilidade de vivenciar as emoções de outras pessoas, enquanto tenta resolver o mistério por trás da morte de seu irmão. 

## Jogabilidade
Life Is Strange: True Colors é uma aventura gráfica jogada a partir de uma câmera com perspectiva em terceira pessoa. O jogador é capaz de explorar vários locais no cenário fictício de Haven Springs e também se comunicar com personagens não-jogáveis por meio do sistema de conversas baseado em uma árvores de diálogo.

## Enredo
Alex Chen, uma jovem asiático-americana que cresceu em uma família adotiva e teve uma infância conturbada, reúne-se com seu irmão Gabe oito anos depois, quando ele a incentiva a voltar para casa. Depois que Gabe é morto em um acidente misterioso, Alex resolve investigar a verdade por trás do ocorrido usando seu poder de empatia psíquica que lhe permite ler e manipular fortes emoções, que ela percebe como auras coloridas, para ver fisicamente como os outros se sentem ao seu redor — com o custo potencial de ser "infectada" pelas emoções. Ao longo do caminho, Alex conhece muitos cidadãos da pitoresca cidade montanhosa de Haven Springs, no Colorado, incluindo dois potenciais interesses amorosos, Ryan e Steph.

## Desenvolvimento
O estúdio Deck Nine, que já havia desenvolvido o prelúdio do primeiro jogo, Life Is Strange: Before the Storm, iniciou seus trabalhos em True Colors em 2017. Em 18 de março de 2021, a Square Enix revelou o jogo como parte de uma apresentação digital ao vivo, junto com o anúncio das versões remasterizadas do Life Is Strange original e do Before the Storm com previsão de lançamento para o final de 2021. Erika Mori interpretou a protagonista Alex por meio de captura de performance completa.
Durante uma entrevista em 2019 com a Dontnod Entertainment, a desenvolvedora responsável pelos dois jogos principais anteriores da série expressou interesse no futuro da franquia e, embora tivessem deixado claro que gostariam de trazer novamente histórias inéditas com novos personagens, explicou que os direitos dos jogos pertenciam à Square Enix e que as decisões sobre o futuro da franquia dependiam deles. Com o anúncio de True Colors, o Eurogamer sugeriu que o tempo da Dontnod com a franquia havia acabado e que o reinado da série Life Is Strange foi transferido para a Deck Nine.
A trilha sonora do jogo contém um cover da música "Creep" da banda Radiohead feito pela mxmtoon, que também fez a voz da Alex. Outros artistas apresentados incluíram Novo Amor, Phoebe Bridgers e Gabrielle Aplin.

## Lançamento
True Colors foi lançado no dia 10 de setembro de 2021 para Microsoft Windows, PlayStation 4, PlayStation 5, Xbox One, Xbox Series X e Series S e Google Stadia. Uma versão digital do jogo foi lançado em 07 de dezembro de 2021 para o Nintendo Switch, enquanto a versão física está programada para 2022. Ao contrário dos jogos anteriores da série, que foram programados para lançamento no formato de episódios, o jogo será totalmente lançado no dia em questão. Contudo, o jogo ainda foi estruturado em cinco capítulos para que o jogador possa vivenciar o jogo em segmentos menores. Ele também estará disponível em uma edição Deluxe, que apresenta um capítulo bônus exclusivo intitulado Wavelengths, estrelado por Steph. Uma versão do jogo vendida em pacote, com acesso às versões remasterizadas de Life Is Strange e Before the Storm, também está disponível.